# Ornithion
Ornithion é um género de ave da família Tyrannidae.
Este género contém as seguintes espécies:
- Ornithion brunneicapillus
- Ornithion inerme
- Ornithion semiflavum